# モンテレイ (スペイン)

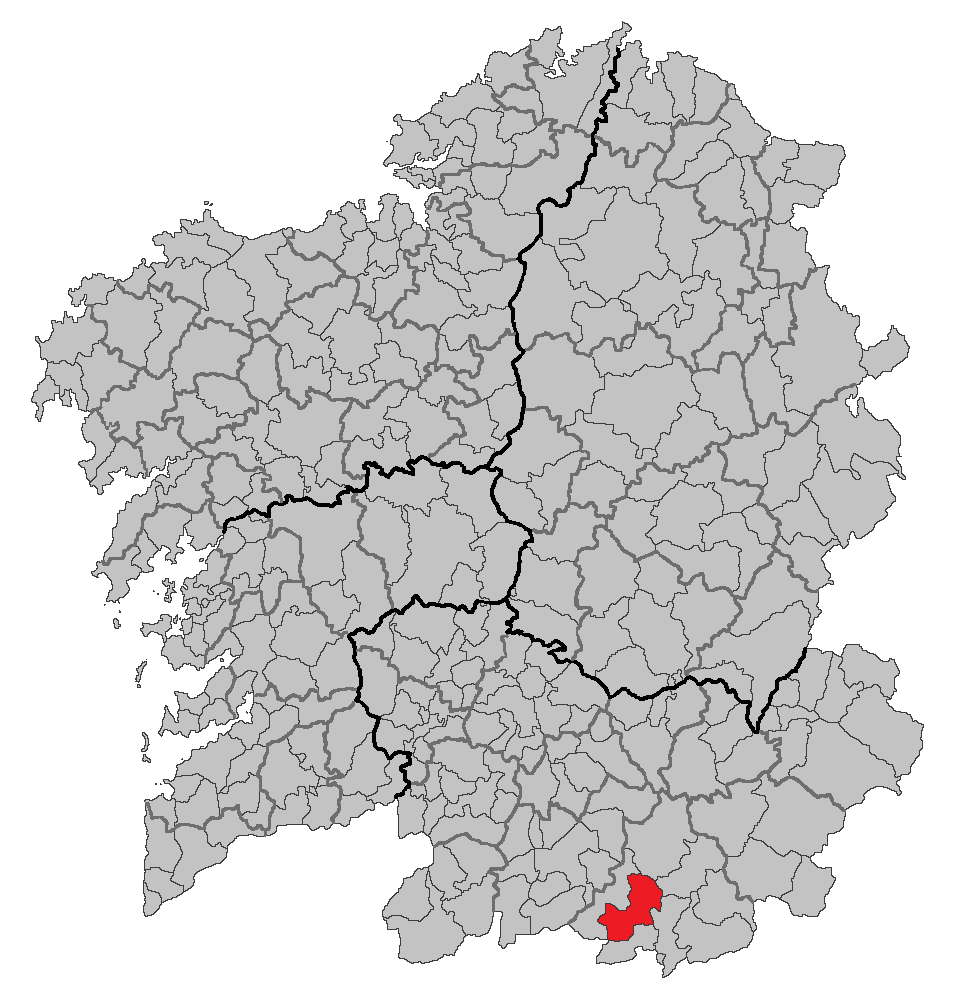

モンテレイ（Monterrei）は、スペイン、ガリシア州、オウレンセ県の自治体、コマルカ・デ・ベリンに属する。ガリシア統計局によれば、2011年の人口は2,973人（2009年：3,036人、2008年：3,067人、2003年:3,246人）。住民呼称は、男女同形でmontederrense。カスティーリャ語表記はMonterrey。
ガリシア語話者の自治体人口に占める割合は99.14％（2001年）。

## 地理
モンテレイはコマルカ・デ・ベリン内に位置し、面積は119km²を有する。北はラサ、カストレーロ・ド・バルと、東はベリンと、西はオインブラの各自治体と、南はポルトガルと接する。モンテレイは谷と山という対照的な風景の中にあり、最高地点は、メダ山地のメダ山で、海抜1,091mである。
モンテレイはベリン司法管轄区に属す。

### 人口
モンテレイが最も人口を有していたのは1940年代のことで、その時点から、アメリカ大陸、ヨーロッパ諸国、スペイン国内の工業地域などへの大規模な人口流出が始まり、特に、1960年代にはおよそ半分の住民がモンテレイを去って行った。現在自治体内で最も住民が多い地区は、アルバレージョスとビラサの各教区である。
住民は11の教区の17の地区（集落）に居住する。
| モンテレイ (スペイン)の人口推移 1900－2010              |
|                                                         |
| 出典:INE（スペイン国立統計局）1900年 - 1991年、1996年 - |

## 政治
2007年の自治体選挙の結果、自治体首長は、ガリシア国民党（PPdeG）のホセ・ルイス・スアーレス・コンデ（José Luis Suárez Conde）。自治体評議員は、ガリシア国民党：7、ガリシア社会党（PSdeG-PSOE）：2、ガリシア民族主義ブロック（BNG）：2となっている。 

## 教区
モンテレイは11の教区に分けられている。
- アルバレージョス（サンティアーゴ）
- エステベシーニョス（サン・マメーデ）
- フラリス（サン・ペドロ）
- インフェスタ（サン・ビセンソ）
- ア・マダネーラ（サンタ・マリーア）
- メデイロス（サンタ・マリーア）
- モンテレイ（サンタ・マリーア）
- レボルドンド（サン・マルティーニョ）
- サン・クリストーボ（サン・クリストーボ）
- ベンセス（サンタ・バイア）
- ビラサ（サン・サルバドール）

## ギャラリー

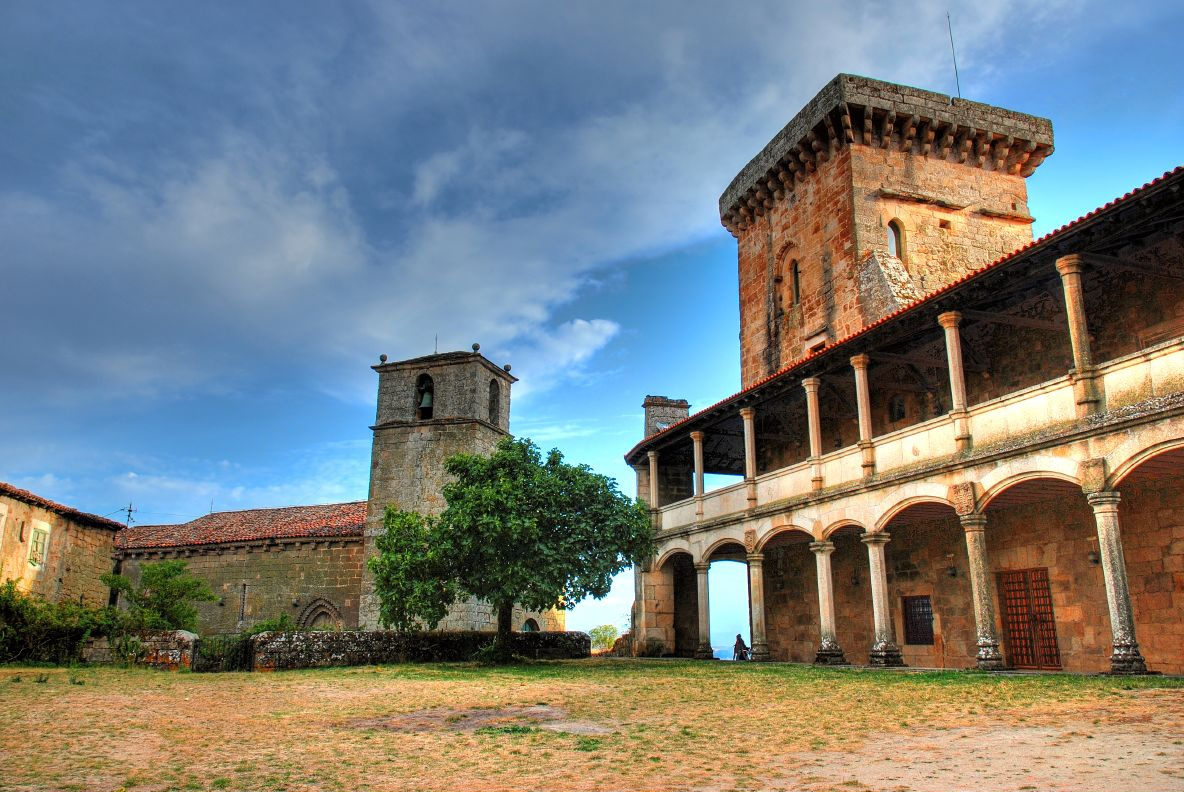
モンテレイ城
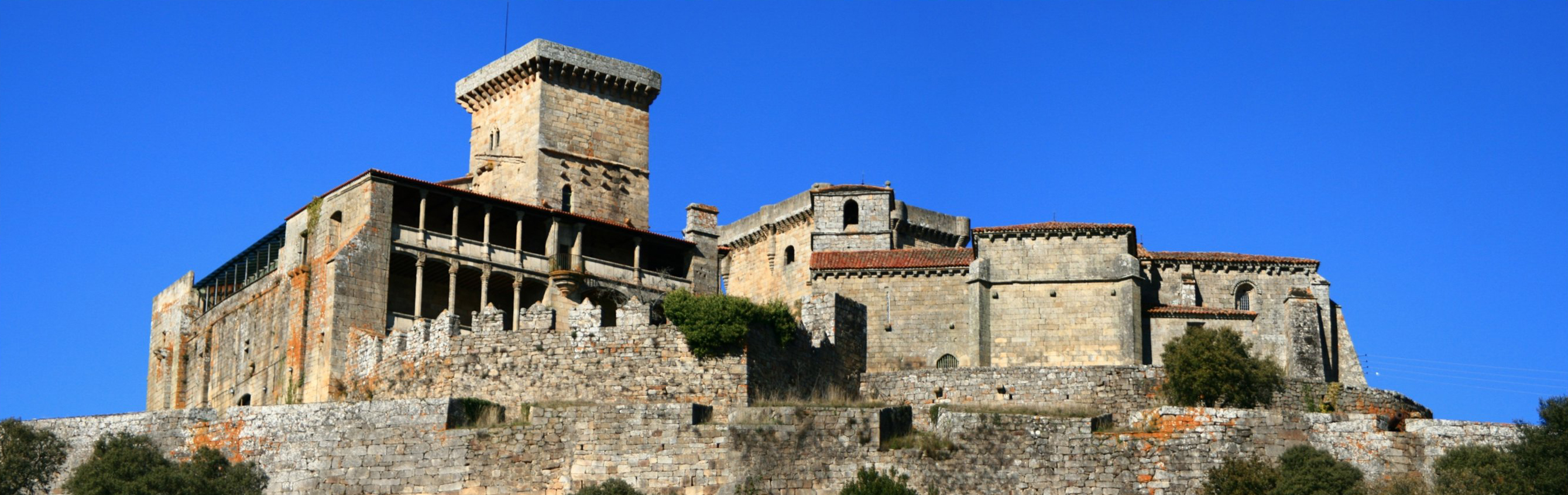
モンテレイ城
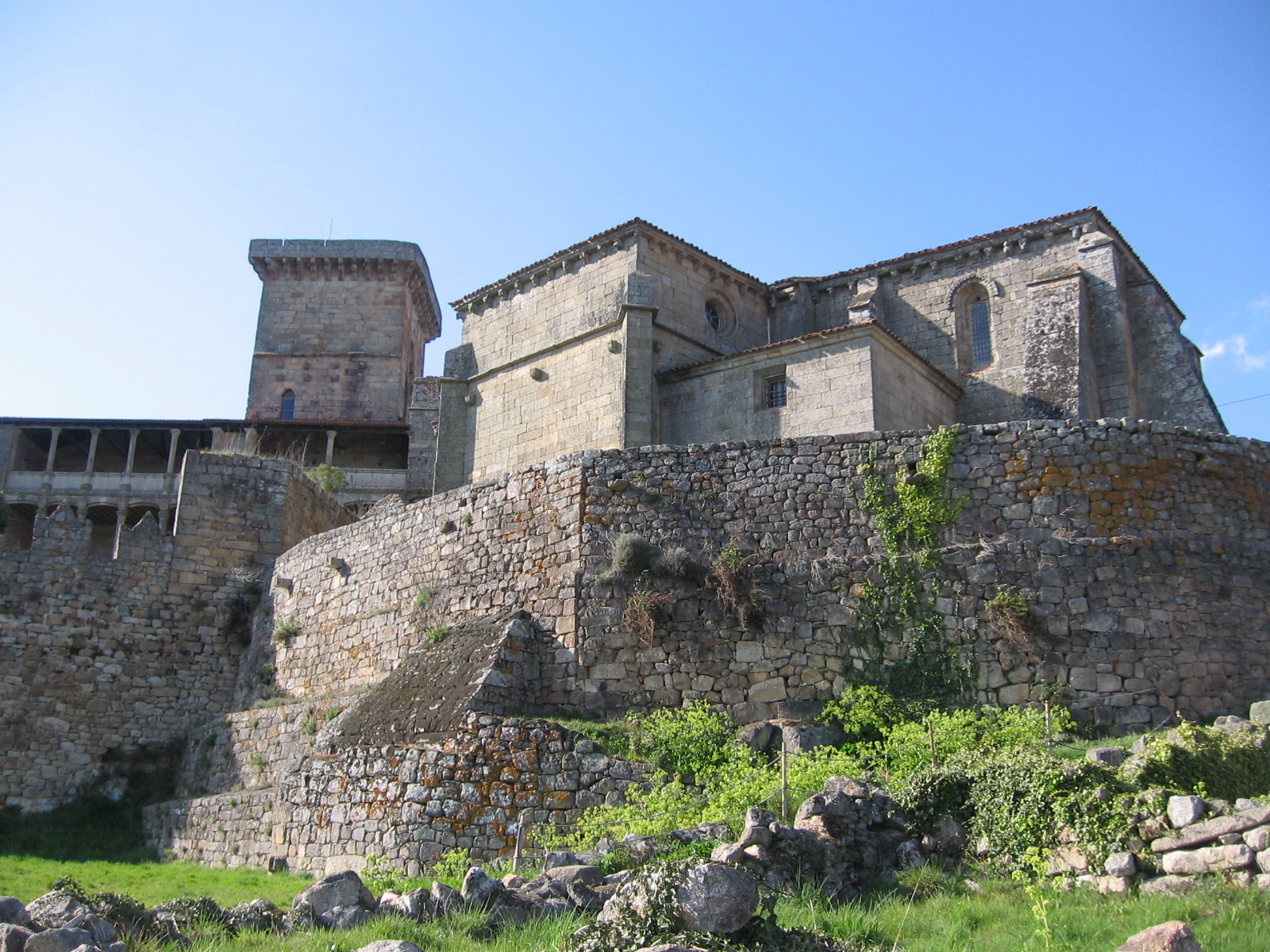
モンテレイ城
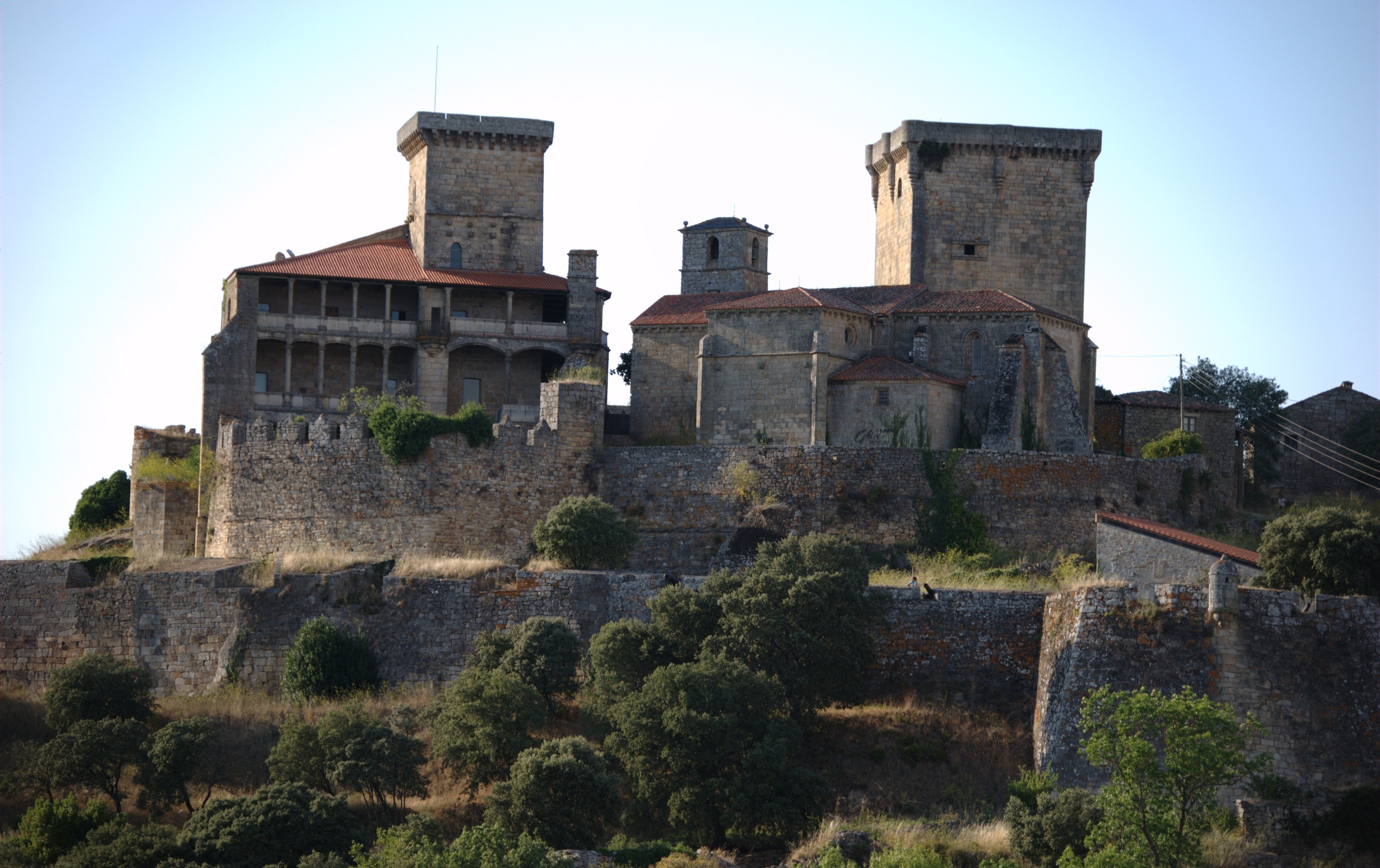
モンテレイ城
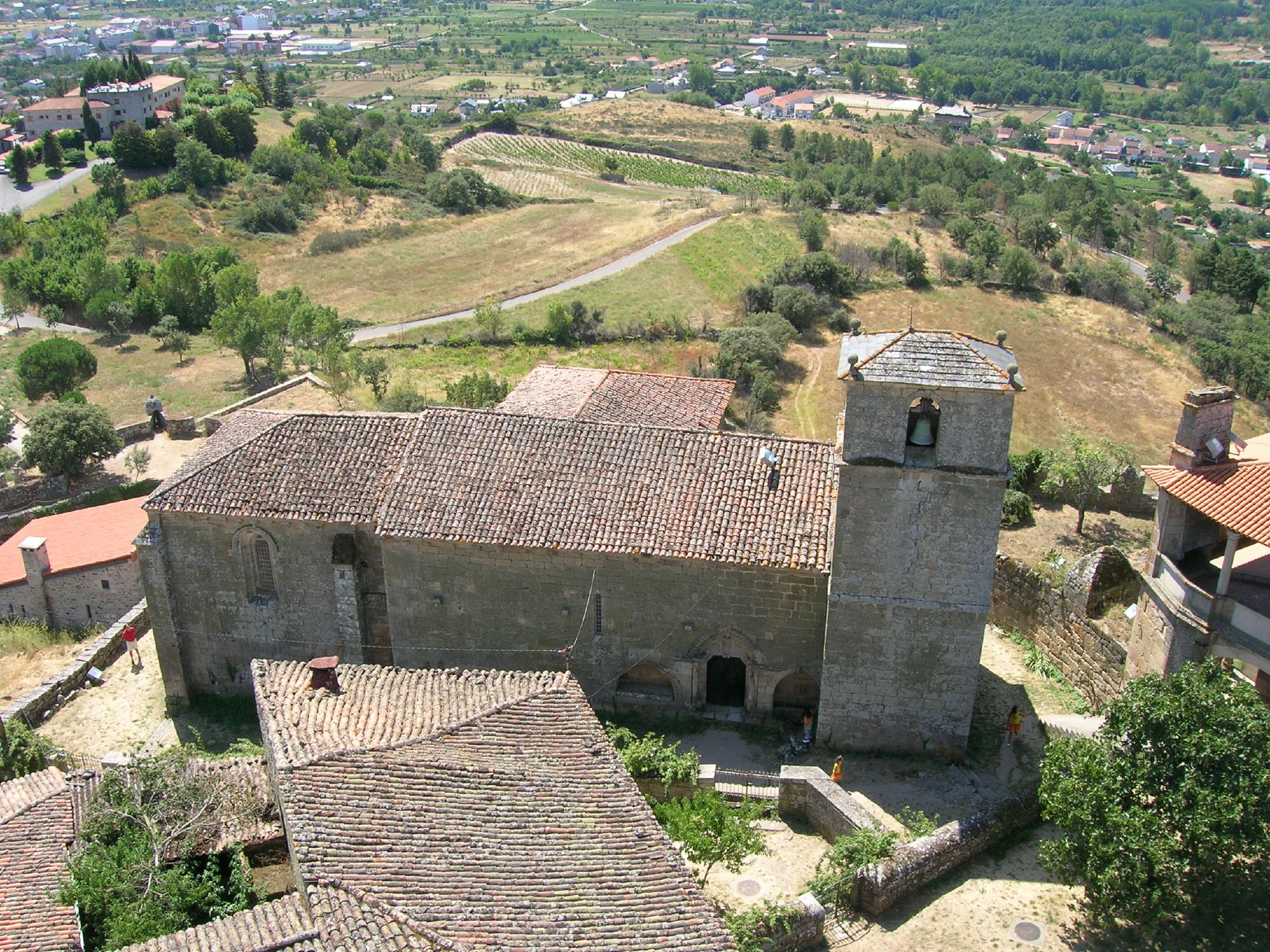
サンタ・マリーア・デ・ガルシア教会